# Taiwanaphis furcifera
Taiwanaphis furcifera är en insektsart som först beskrevs av Mary Carver och Hales 1974.  Taiwanaphis furcifera ingår i släktet Taiwanaphis och familjen långrörsbladlöss. Inga underarter finns listade i Catalogue of Life.